# Dysmicohermes disjunctus
Dysmicohermes disjunctus är en insektsart som först beskrevs av Walker in Lord 1866.  Dysmicohermes disjunctus ingår i släktet Dysmicohermes och familjen Corydalidae. Inga underarter finns listade i Catalogue of Life.